# Nucella canaliculata
Nucella canaliculata är en snäckart som först beskrevs av Pierre Louis Duclos 1832.  Nucella canaliculata ingår i släktet Nucella och familjen purpursnäckor. Inga underarter finns listade i Catalogue of Life.

## Bildgalleri

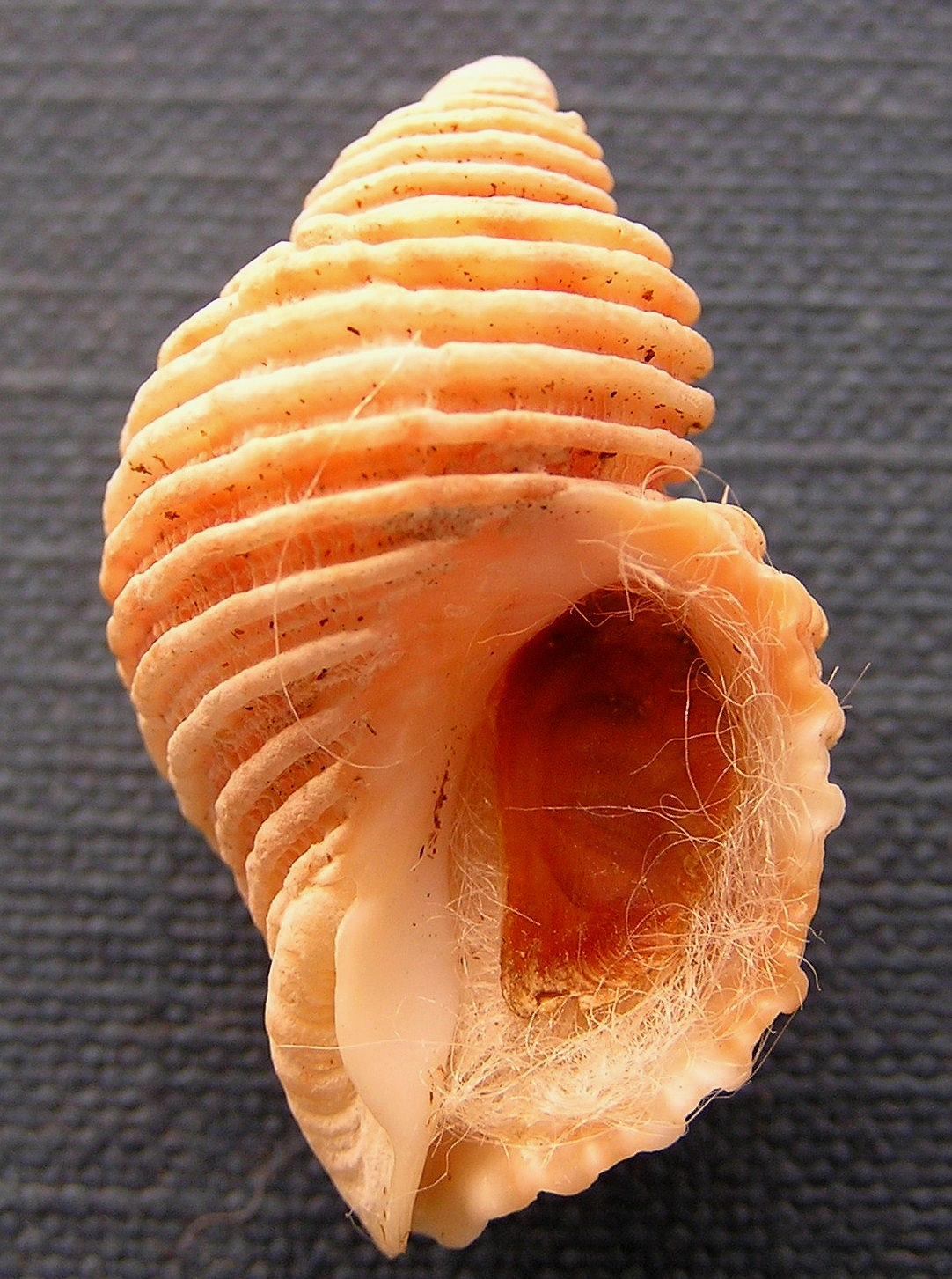